# Quiet Sun
I Quiet Sun sono un gruppo musicale britannico di rock progressivo degli anni settanta. Furono il trampolino di lancio per quotati musicisti, tra i quali Phil Manzanera, che entrerà nei Roxy Music, e Bill MacCormick, in seguito nei Matching Mole.

## I Pooh and the Ostrich Feather
Il gruppo si forma nel 1967 al Dulwich College di Londra, dove tre studenti formano i Pooh and the Ostrich Feather. Si tratta di Phil Manzanera alla chitarra, Bill MacCormick alla batteria e voce e Charlie Hayward alle percussioni. Nel primo periodo eseguono cover di famosi brani di musica beat e rock psichedelico, ma cominciano anche a scrivere materiale proprio a cui contribuiscono tutti e tre i membri.
I primi tre anni vedono diversi musicisti entrare ed uscire, tra questi Victor Sylvester al basso; la band esegue dei concerti dal vivo riscuotendo un discreto successo e divengono i "Grateful Dead" di Dulwich.

## I Quiet Sun
Nel 1970, con l'uscita di Sylvester e insoddisfatto dei provini effettuati con altri bassisti, Mac Cormick lascia la batteria e passa al basso, viene inoltre ingaggiato Dave Jarrett alle tastiere.
La band prende il nome Quiet Sun, e suona ora rock progressivo, genere molto in voga in quell'anno, rifacendosi ai brani degli emergenti Soft Machine. Il sound dei Quiet, grazie al lavoro di Manzanera, risulta comunque più aggressivo di quello dei Soft, che erano allora sprovvisti di un chitarrista. Con il lavoro realizzato in questo periodo i Quiet Sun entrano di diritto nella corrente musicale di rock progressivo che fa riferimento alla scena di Canterbury.
Nei successivi due anni il gruppo compone diversi brani e arriva a fare dei provini per la Warner Bros. Records nel 1971, ma non riesce a farsi mettere sotto contratto. Si intensificano intanto le performance dal vivo, in una delle quali Robert Wyatt, attratto dal talento di MacCormick, lo convince ad entrare nella sua nuova band, i Matching Mole.

## Scioglimento e reunion
Manzanera nel 1971 comincia a collaborare con Bryan Ferry, e da lì a poco entra nei suoi Roxy Music; con l'uscita dei due leader il gruppo si scioglie nel 1972.
Durante una pausa artistica dei Roxy, Manzanera riforma la band nel 1975, in occasione della registrazione del suo primo album solista, Diamond Head. Affitta uno studio per 26 giorni durante i quali, oltre che registrare il suo lavoro, incide anche il primo ed unico album dei Quiet Sun: Mainstream. Il disco viene realizzato con la formazione del 1970 (Manzanera, MacCormick, Hayward e Jarrett) impreziosita dalla collaborazione di Brian Eno al sintetizzatore, ed i brani sono quelli composti nel periodo prima dello scioglimento. L'opera, pubblicata nel 1976 dalla Island Records, riscuote un buon successo di critica, e viene nominata album del mese dalla rivista New Musical Express.
È questo l'ultimo atto della band, i cui membri sono riassorbiti dai propri impegni professionali.

## Discografia
- 1975 Mainstream
- 2000 Manzanera Archives: Rare One (album di Manzanera che include 4 brani inediti dei Quiet Sun)

## Filmografia
- 2015 – Romantic Warriors III: Canterbury Tales